# Tara Leigh Calico
Tara Leigh Calico (nacida el 28 de febrero de 1969 - declarada muerta el día 16 de mayo de 1998) desapareció cerca de su casa en Belén, Nuevo México, en el día 20 de septiembre de 1988. Se cree que fue secuestrada y asesinada. Su caso recibió una cobertura extensa en A Current Affair, Unsolved Mysteries y America's Most Wanted.

## Desaparición
El 20 de septiembre de 1988, Calico salió de su casa alrededor de las 9:30 de la mañana para ir a su paseo diario en bicicleta. Tara se llevó la bicicleta de montaña Neon color Rosa con cables amarillos de su madre, dado que la suya tenía un neumático pinchado. Llevaba una camiseta blanca de talla media con el logo del Belen's First National Bank, unos shorts blancos con un cordón y rayas verdes a los lados, unas tennis turquesa con blanco, unos aretes de anzuelo dorados, y unos anillos de oro, uno con una amatista y el otro con un diamante.  Ella le dijo a su madre, Patty Doel, que la fuera a buscar si ella no estaba en casa al mediodía, ya que tenía planes de jugar al tenis con su novio a las 12:30 y no quería llegar tarde, y además tenía clases en la universidad más tarde. Dejó sobre su cama su uniforme de tenis, su raqueta, sus pelotas y su bolso con sus libros y cuadernos. A las 12:05 del medio día Doel fue en busca de su hija a lo largo de su ruta habitual en su automóvil, pero no pudo encontrarla. La primera idea de la sra Doel fue que su hija había sufrido un accidente, así que se comunicó con los hospitales locales dando su descripción y nombre, pero no había ninguna joven internada con esas señas. Más tarde cuando Tara aún no volvía, se comunicó con el Departamento de Policía del Condado de Valencia y reportó a su hija como oficialmente desaparecida. Piezas del Walkman Sony de Tara y una cinta de casete de la banda Boston fueron descubiertas a lo largo de la ruta. Doel creyó que su hija pudo haberlos dejado caer en un intento de marcar su rastro. Varias personas vieron a Calico montando en su bicicleta, que nunca fue encontrada. Nadie fue testigo de su presunto secuestro, aunque varios testigos observaron una camioneta de color claro, ya sea gris claro o blanca sucia (posiblemente una Ford de 1953) siguiéndola. No se sabe si este vehículo estaba conectado a su desaparición, pero se cree que este era el caso. Todos los esfuerzos para localizar la camioneta y sus ocupantes han fracasado.

## La fotografía
El 15 de junio de 1989, una foto Polaroid de una mujer joven no identificada y un niño tampoco identificado, amordazados y aparentemente con las manos y los pies atados, fue encontrada en el estacionamiento de una tienda de convniencia en Port St. Joe, Florida. Se teorizó que la mujer de la foto era Calico y que el muchacho era Michael Henley, también de Nuevo México, que había desaparecido el 20 de abril de 1988 a los 9 años durante un viaje de campamento con su padre y el mejor amigo de éste. De acuerdo con funcionarios de Polaroid, la imagen tenía que haber sido tomada después de mayo de 1989 porque la película particular utilizada en la fotografía no estaba disponible hasta entonces. La identificación del muchacho en la fotografía como Henley se considera poco probable: sus restos fueron descubiertos el 22 de junio de 1990 en las montañas de Zuñi, a unas 7 millas (11 km) del campamento de su familia del que había desaparecido, y 75 millas (121 km) de donde Calico desapareció. La mujer que encontró la foto dijo que la encontró en una plaza de aparcamiento de una tienda de abarrotes llamada Jr Food Store, donde una Toyota blanca sin ventanas estuvo estacionada cuando ella arribó a la tienda. Ella dijo que la camioneta era conducida por un hombre con un bigote, de unos 30 años; el hombre nunca fue capturado o conducido a un interrogatorio y esta camioneta tampoco fue localizada.
La madre de Calico creyó que la mujer de la foto debía de ser su hija, debido en parte a que tenía lo que parecía ser una cicatriz en la pierna de la mujer, que era similar a una que Calico se había hecho en un accidente de coche. Además de tener una copia de bolsillo de V.C. Andrew's My Sweet Audrina, uno de los libros favoritos de Calico, que yacía junto a la mujer. Scotland Yard analizó la foto y llegó a la conclusión de que la mujer era Calico, pero un segundo análisis por el Laboratorio Nacional de Los Álamos no estuvo de acuerdo. Un análisis de la foto por parte del FBI fue inconcluso. Actualmente, ninguna agencia vinculada a la investigación del caso de Tara Calico está estudiando esta fotografía, y se cree que debió ser dejada a propósito como parte de una broma. Mientras otra parte de la gente cree que esa joven en la foto es en efecto Calico.
Veinte años después de que la foto Polaroid fuese encontrada y compartida por los medios de comunicación, las imágenes de un niño fueron enviadas al jefe de la policía de Port St. Joe, David Barnes. Barnes recibió dos cartas, con matasellos del 10 de junio y 10 de agosto de 2009, de Albuquerque (Nuevo México). Una carta contenía una foto, impresa en papel, de un niño con el pelo rubio oscuro. Alguien había dibujado una banda de color negro con tinta en la foto, en la boca del niño, como si estuviera cubierto de cinta como en la imagen de 1989. La segunda carta contenía la imagen original del muchacho. El 12 de agosto, el periódico The Star de Port St. Joe recibió una tercera carta, también con sello postal en Albuquerque el 10 de agosto y que representa las mismas imágenes de un niño con y sin marcador negro dibujado sobre su boca. No se confirmó que el niño fuera el mismo que el de la foto anterior. Ninguna de las cartas contenían una dirección de retorno o una nota indicando la identidad del niño. Las cartas fueron enviadas a la vez que una llamada anónima fue recibida de una persona que decía saber sobre Calico, diciendo que Tara había conocido a un fugitivo en California, con quien trabajó en un club de estriptis; luego fue finalmente asesinada. La persona sugería que ella pudo haber sido enterrada en California. Las búsquedas no condujeron a ningún descubrimiento. Las fotos fueron entregadas al FBI para una mayor investigación en la esperanza de encontrar huellas o posibles pruebas de ADN, pero este esfuerzo fue infructífero. Así mismo, copias de esas imágenes también fueron recibidas en otras comandancias y en algunas iglesias, pero nunca se pudo determinar quien las estaba esparciendo y con que intención, pero lo que llamaba mucho la atención era que las estaban recibiendo las comandancias en la misma ciudad en que apareció la primera Polaroid de 1989.
Otras dos fotografías Polaroid, posiblemente de Calico, habían surgido en esos momentos, pero se hicieron públicas hasta muchos años después mediante filtraciones. La primera fue encontrada cerca de unas obras en Montecito (California) en julio de 1989, y se trata de una instantánea borrosa de la cara de una joven con gaza cubriendo su boca, con una tela a rayas, de color azul claro y blanco, detrás de ella, similar a la de la almohada al fondo de la primera foto. Fue tomada con una película que no estuvo disponible hasta junio de 1989. La segunda muestra una mujer con la boca cubierta con gasa y grandes gafas de montura negra, con un pasajero a su lado en un tren de Amtrak. La película utilizada no estuvo disponible hasta febrero de 1990. La madre de Calico creyó que la primera era de Tara, pero que la segunda pudo haber sido una broma. No se ha podido identificar a las mujeres en estas fotos nuevas, ni al hombre que aparece en la segunda foto, aunque su imagen fue compartida como un posible sospechoso.
Hubo varios avistamientos de ella en 1988 y 1989, sobre todo en la mitad meridional de Estados Unidos, algunos de ellos por los camioneros que afirmaban que veían a Calico trabajando como bailarina de mesa o como prostituta, dando lugar a la especulación de que pudo haber sido puesta en esas posiciones por sus secuestradores. Algunos avistamientos habían sugerido que ella todavía pudo estar viva en 1994, pero todos resultaron equivocados.

## Descubrimientos tardíos
En 2008, veinte años después de la desaparición, René Rivera, sheriff del condado de Valencia, afirmó que él sabía lo que había sucedido con Calico. Según Rivera, chicos que Tara conocía la golpearon con una camioneta y luego la llevaron a una zona apartada de la vía. Continuó diciendo que Calico fue abusada por estas personas, y que cuando amenazó con denunciarlos, ellos la asesinaron apuñalándola y luego se deshicieron de su cuerpo, y que desecharon la bicicleta en un depósito de chatarra. Rivera indicó que él sabía los nombres de los involucrados, pero que, sin un cuerpo, no podía hacer un caso. Él no dio a conocer las pruebas que le llevaron a esta conclusión. No se han hecho arrestos y el caso sigue abierto. El padrastro de Calico, John Doel, disputó estas afirmaciones, diciendo que el sheriff no debería haber hecho estos comentarios si él no estaba dispuesto a detener a cualquier persona y que una fuerte evidencia circunstancial debe ser suficiente para una condena.
El 2 de noviembre de 2002, David Calico, padre biológico de Tara, falleció después de ser víctima de un robo. Los asaltantes lo golpearon y le robaron su billetera, sus dos anillos, y un frasco del medicamento que tomaba para el corazón. Se fue a casa después de esto, se fue dormir sin dejar que su esposa Bernice pidiera ayuda, y falleció debido a un ataque cardíaco mientras dormía. Calico nunca recibió una respuesta sobre lo que le pasó a Tara.
Patty y su esposo John Doel, se mudaron de Belén finalmente en noviembre de 2003, estableciéndose en Port Saint Joe, Florida. Un año después, Patty comenzó a tener una serie de derrames cerebrales producto de problemas de hipertensión. Finalmente, Patty Doel falleció de un último derrame cerebral el 11 de mayo de 2006, al igual que su exesposo, sin recibir ninguna respuesta sobre la desaparición de su hija. En el obituario de Patty, Tara fue puesta como sobreviviente.
John Doel, el padrastro de Tara, siguió al tanto de las investigaciones del caso, hasta que falleció en 2022. Al igual que su difunta esposa, John falleció sin haber visto justicia para la desaparición de su hija adoptiva.
En octubre de 2013, se asignó a seis personas de distintas comandancias una nueva investigación de la desaparición de Calico. Ante la falta de resultados, esta unidad se desmanteló en agosto de 2014.
Como el caso de la desaparición de Tara Calico sigue abierto y en investigación, en octubre de 2019, el FBI ofreció una recompensa de 20,000 dólares a quien disponga de información del paradero de Calico, y también de las personas involucradas en la desaparición de la joven. Hoy en día, la desaparición de Tara Calico sigue sin resolverse.

El 13 de junio de 2023, la sheriff del Condado de Valencia, Denise Vigil, anunció que ha habido un gran avance en la investigación gracias a la recaudación de nuevas evidencias desde 2021 en adelante, y puntualizó que ya se tiene conocimiento de sospechosos. El caso fue entregado a la 13ava Oficina de Abogados del Distrito para la evaluación de las pruebas, y se espera poder levantar cargos contra los responsables de la desaparición de Tara Calico. También se anunció que los nombres de los sospechosos y las evidencias recaudadas están sellados hasta que el juez ordene lo contrario.